# Ramsey County (Minnesota)
Ramsey County is een county in de Amerikaanse staat Minnesota.
De county heeft een landoppervlakte van 403 km² en telt 511.035 inwoners (volkstelling 2000). De hoofdplaats is Saint Paul.